# Železniční trať Dão
Železniční trať Dão (portugalsky Linha do Dão) mezi městy Santa Comba Dão a Viseu byla železniční trať s metrovým rozchodem v severním Portugalsku. Vedla poblíž řeky Dão. V letech 2007 až 2011 byla přestavěna na zelenou stezku pro cyklisty a chodce pod názvem Ekostezka Dão (Ecopista do Dão).
Doprava na této lince byla zahájena v roce 1890. Nákladní doprava zde skončila v roce 1972, osobní doprava 25. září 1988. Koleje pak byly odstraněny a z velké části je nahradila cyklostezka.

## Fotogalerie

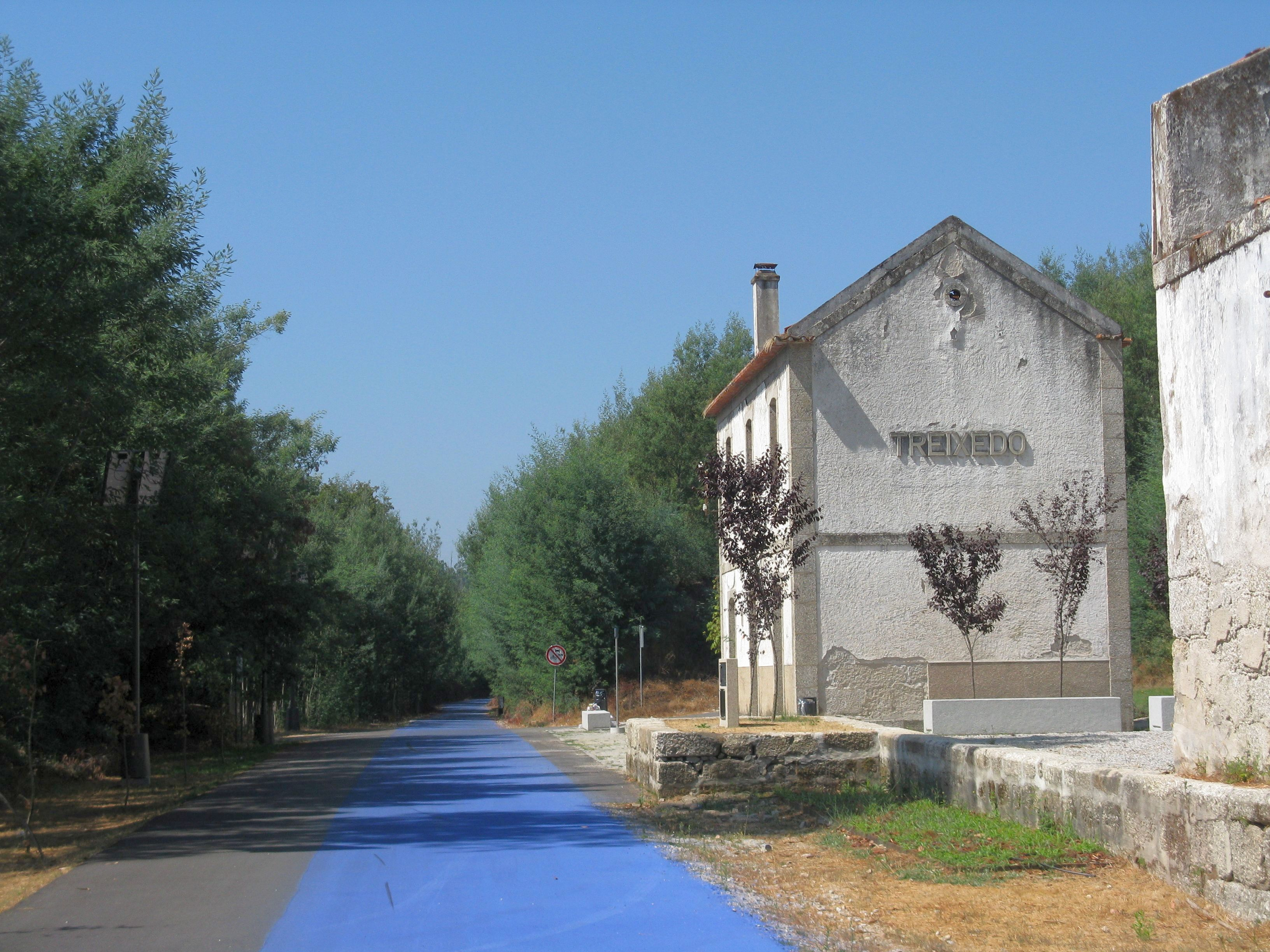
Stanice Treixedo
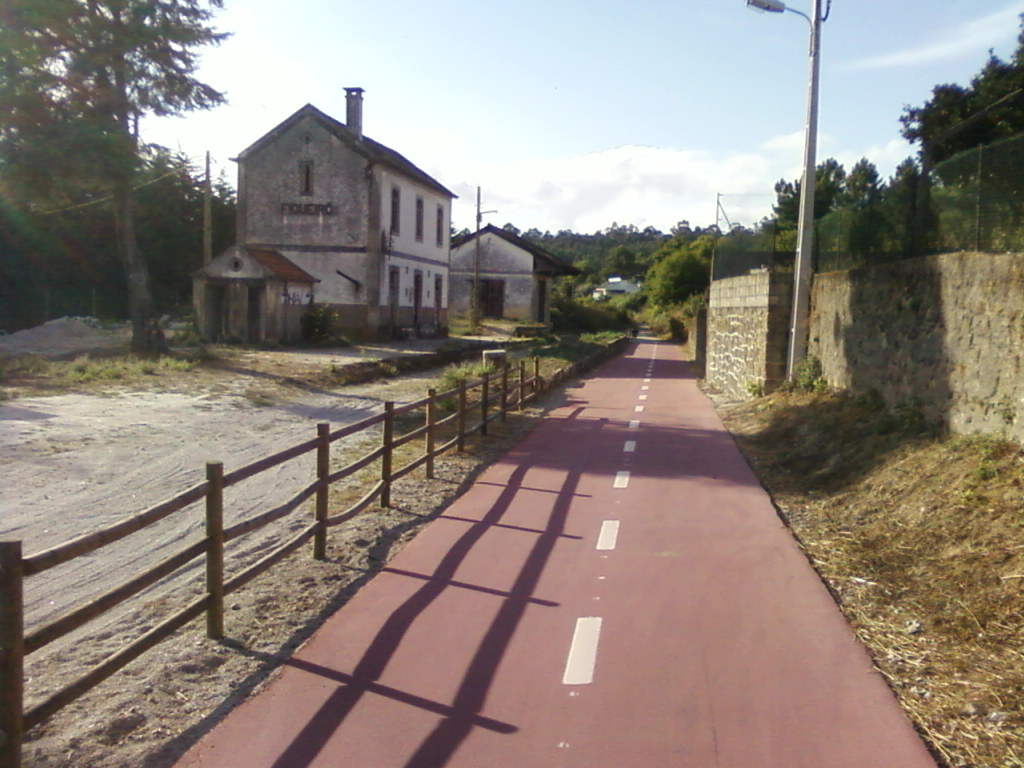
Stanice Figueiró
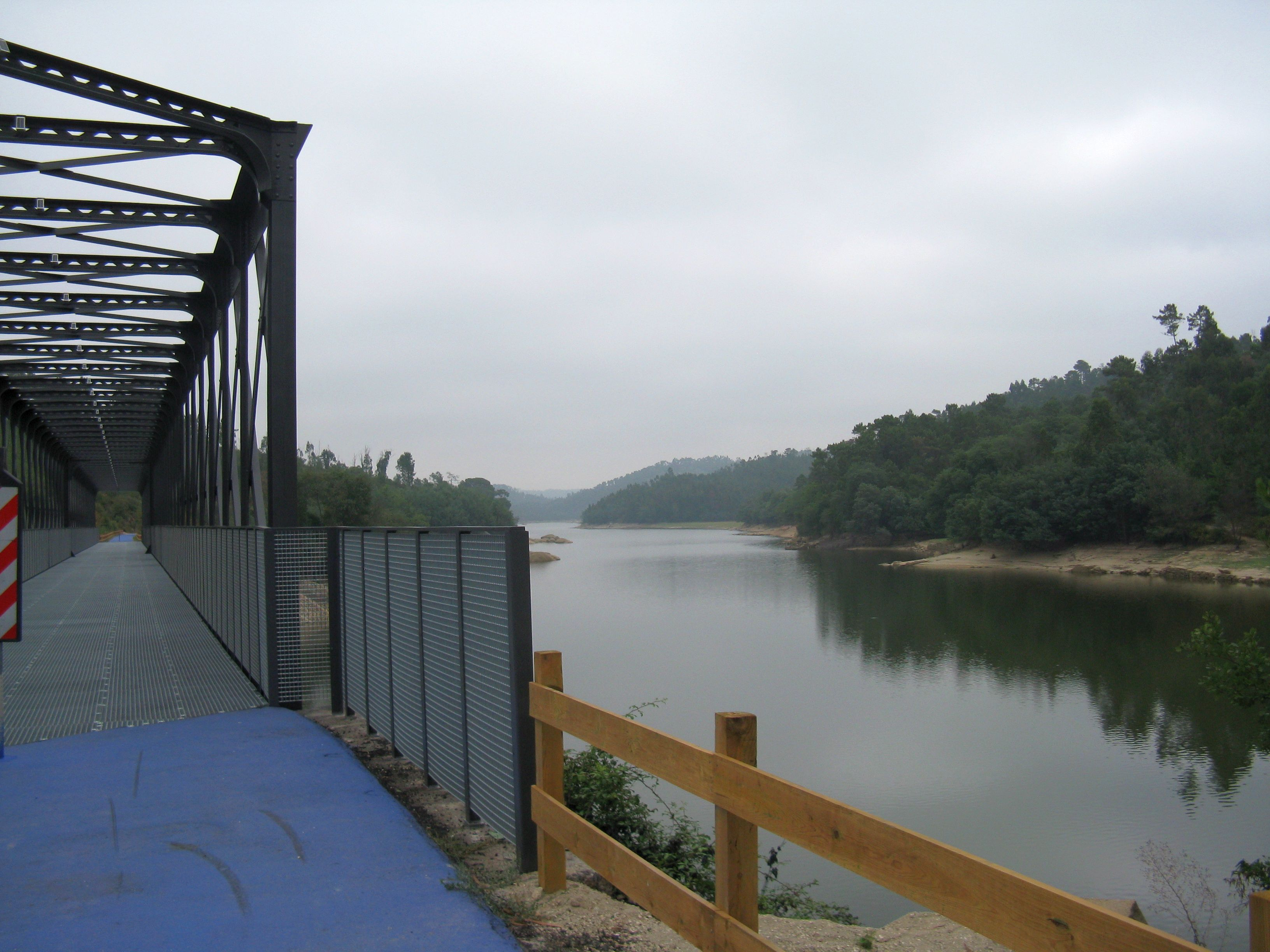
Řeka Dão